# KkStB 1.0
Die kkStB 1.0 waren zweiachsige Dampftriebwagen der k.k. Staatsbahnen (kkStB), die ursprünglich für die im Betrieb der Böhmischen Nordbahn (BNB) stehende Lokalbahn Böhmisch Leipa–Steinschönau gebaut worden waren. Nach dem Hersteller des Dampferzeugers Maschinenfabrik Komarek sind sie als Komarek-Triebwagen bekannt geworden.

## Geschichte
Geliefert wurden die beiden Triebwagen 1903 von der Prager Waggonfabrik Ringhoffer, der stehende Dampfkessel wurde von Komarek in Wien gebaut. Zunächst bewährten sich die Fahrzeuge wegen der zu geringen Leistung nicht. 1906 musste darum in die beiden Fahrzeuge eine leistungsstärkere, höhere Dampfkesselanlage eingebaut werden.
Die kkStB übernahmen 1906 die beiden Triebwagen und setzten sie fortan auf den Lokalbahnen Laun–Libochowitz (1.001) und Opočno–Dobruška (1.002) ein.
Die 1918 neu gegründete Tschechoslowakische Staatsbahn ČSD ordnete beide Fahrzeuge 1925 in die Reihe M 124.0 ein. Der M 124.002 verblieb bis zu seiner Abestellung infolge einer gebrochenen Kolbenstange 1939 in Dobruška. Der M 124.001 wurde nach der Verstaatlichung der Lokalbahn Laun–Libochowitz nach Sedlec u Kutné Hory umgesetzt. Er kam dort fortan auf der Kuttenberger Lokalbahn von Sedlec nach Kutná Hora zum Einsatz. Ab 1939 ersetzte das Fahrzeug den schadhaften M 124.002 in Dobruška. Mit dem Zugang neuer Dieseltriebwagen der ČSD-Baureihe M 131.1 wurde der Triebwagen dort 1946 abgestellt.
Der M 124.001 blieb museal erhalten. Das Technische Nationalmuseum in Prag (NTM) übernahm den Triebwagen 1947 und präsentierte ihn ab 1949 im letzten Betriebszustand als Teil der Dauerausstellung in Letná.

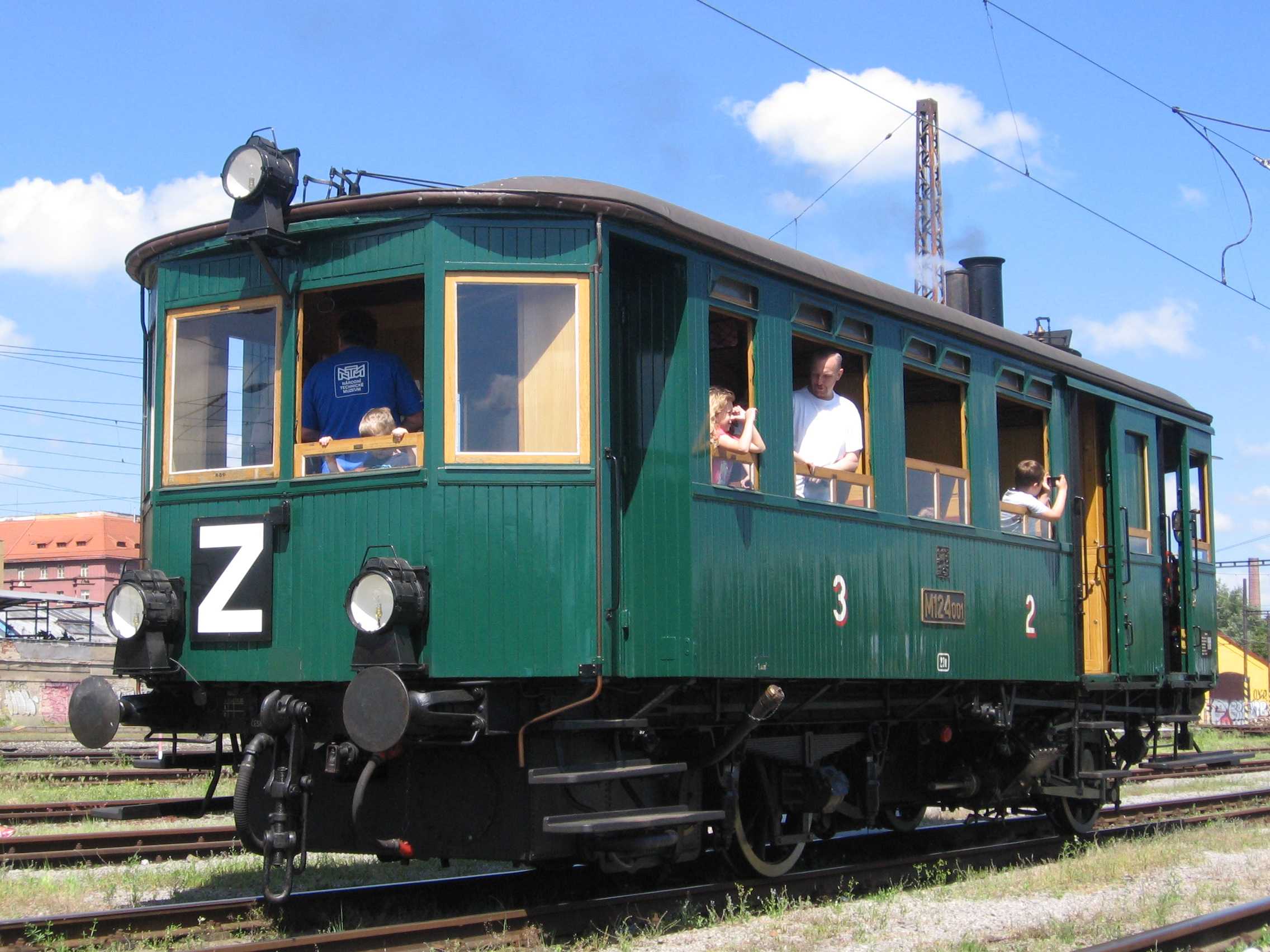
M124.001 in Praha-Bubny

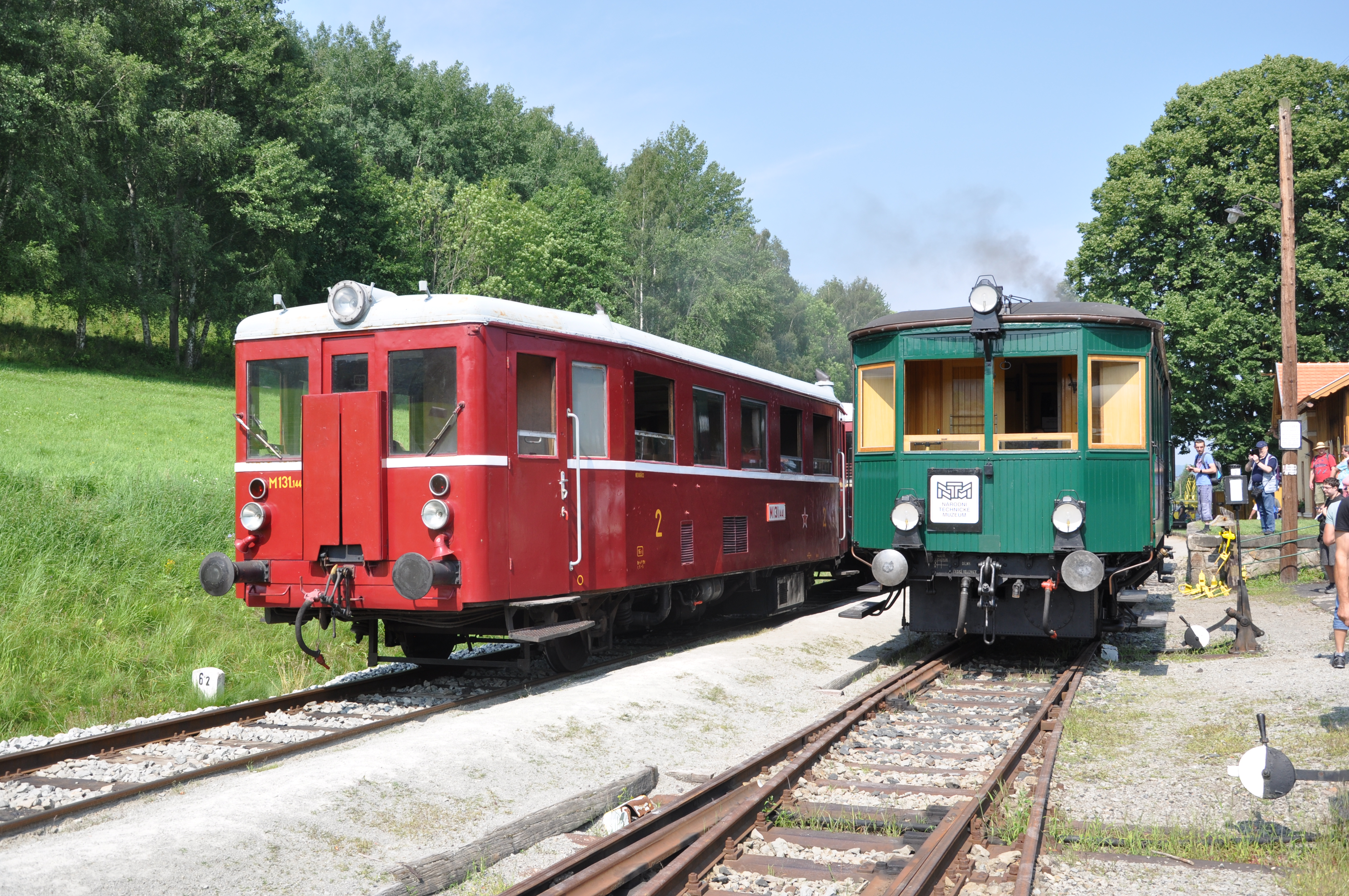
M 124.001 zusammen mit einem Dieseltriebwagen der Reihe M 131.1 im Bahnhof Zubrnice (2021)

Infolge einer Neukonzeption des Museums wurde der Triebwagen im Mai 2005 aus der Dauerausstellung genommen und 2006 im Ausbesserungswerk České Velenice betriebsfähig aufgearbeitet. Standort des Fahrzeuges war zunächst das Eisenbahnmuseum Lužná u Rakovníka. Verschiedene technische Probleme verhinderten allerdings die geplanten Sonderfahrten.
Im November 2014 wurde das Fahrzeug zum Depot Chomutov des NTM überführt. In den Jahren 2015 und 2016 führte das Museum weitere Instandsetzungen am Wagen aus, die insgesamt 875.575 Kronen kosteten. Nach Behebung der Mängel war das Fahrzeug von 2016 bis 2021 ohne Einschränkungen betriebsfähig. Höhepunkt der Einsätze waren im Juli 2021 Sonderfahrten auf der früheren Lokalbahn Großpriesen–Wernstadt–Auscha zwischen Leština und Zubrnice. Dabei wurde mit dem vollbesetzten Fahrzeug bergwärts auch die Maximalneigung von 40 Promille in Schrittgeschwindigkeit sicher befahren. Die Überführung des Fahrzeuges von und nach Chomutov erfolgte dabei mit eigener Kraft mit einem Zwischenhalt zur Ergänzung der Wasservorräte.
Bei einer Sonderfahrt im Oktober 2021 kam es zu einem Kesselschaden, der eine Erneuerung des bislang noch originalen Dampferzeugers notwendig macht. Im Juni 2023 schrieb das NTM die notwendigen Arbeiten zur Wiederinbetriebnahme mit einem Kostenrahmen von 3,5 Millionen Kronen aus.

## Technische Merkmale
Der von Komarek gelieferte Dampferzeuger ist als kombinierter Wellrohr- / Rohrkessel ausgeführt. Zusätzliche Rohre im oberen Bereich dienen noch zur Überhitzung des Dampfes. Als Dampfmaschine dient ein Zweizylinder-Verbundtriebwerk mit außenliegender Joy-Steuerung, welches die vordere Achse antreibt.
Die Abbremsung des Triebwagens erfolgt mittels einer direkt wirkenden Saugluftbremse auf beide Achsen. Über einen einfachen Luftsauger (Ejektor) wird das nötige Bremsvakuum erzeugt. Zur Sicherung des Fahrzeuges im Stillstand dient eine Handspindelbremse.
Der Wasservorrat ist in einem unter dem Wagenboden befindlichen Behälter untergebracht, die Kohle in einem Kasten auf der linken Seite des Führerstandes.

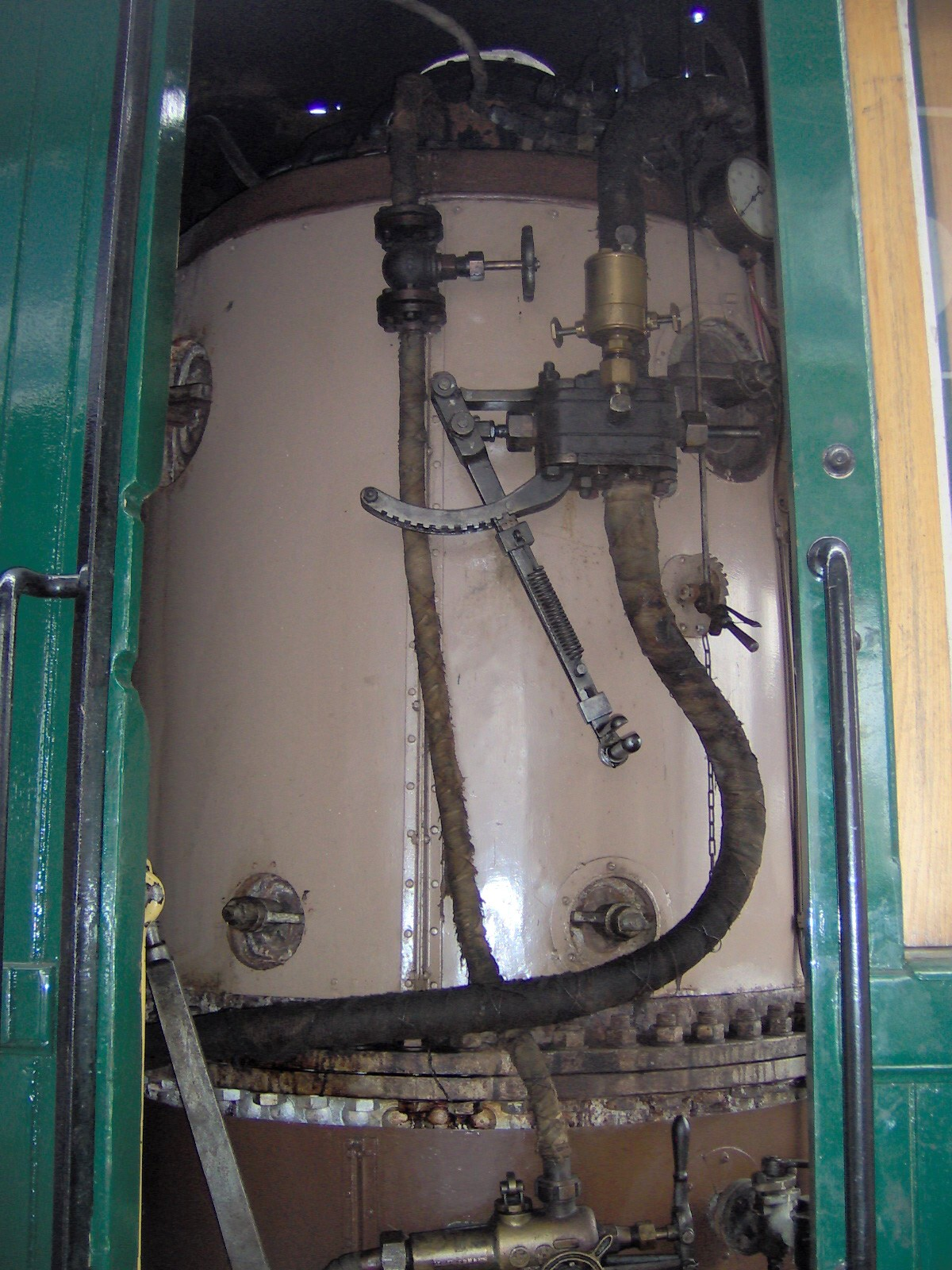
Dampfkessel
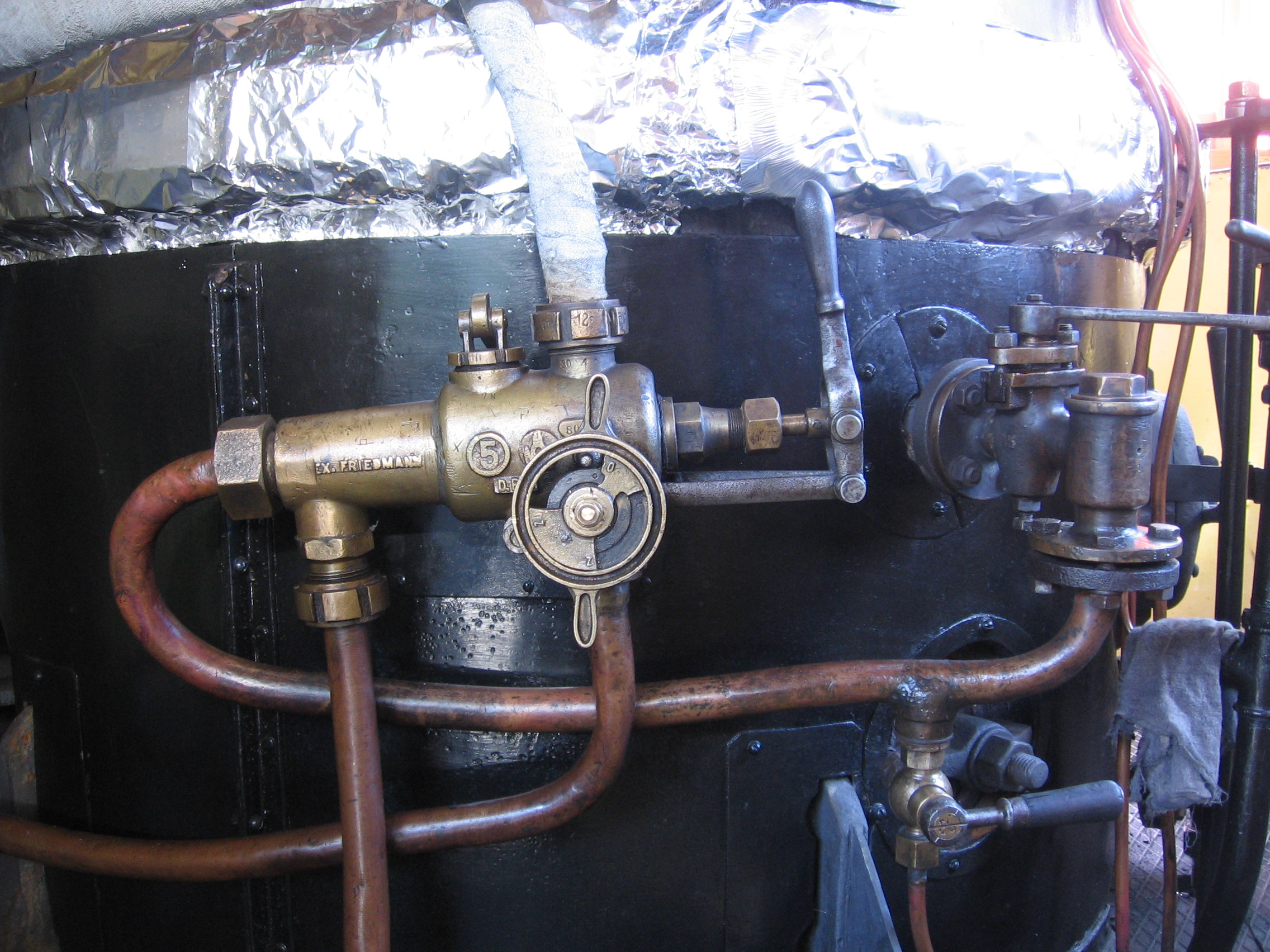
Kesselspeisepumpe („Injektor“) Bauart Friedmann
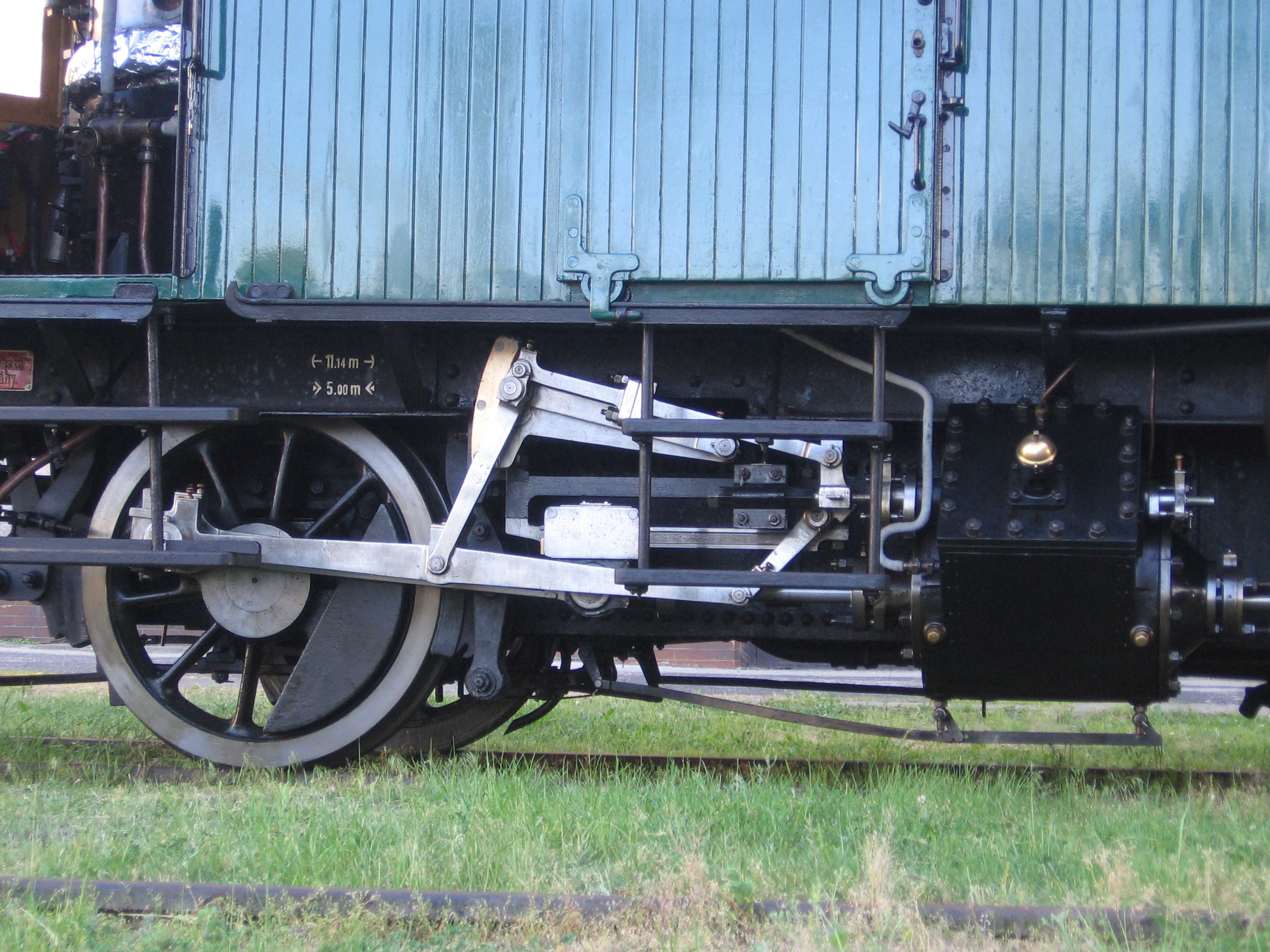
Dampfmaschine
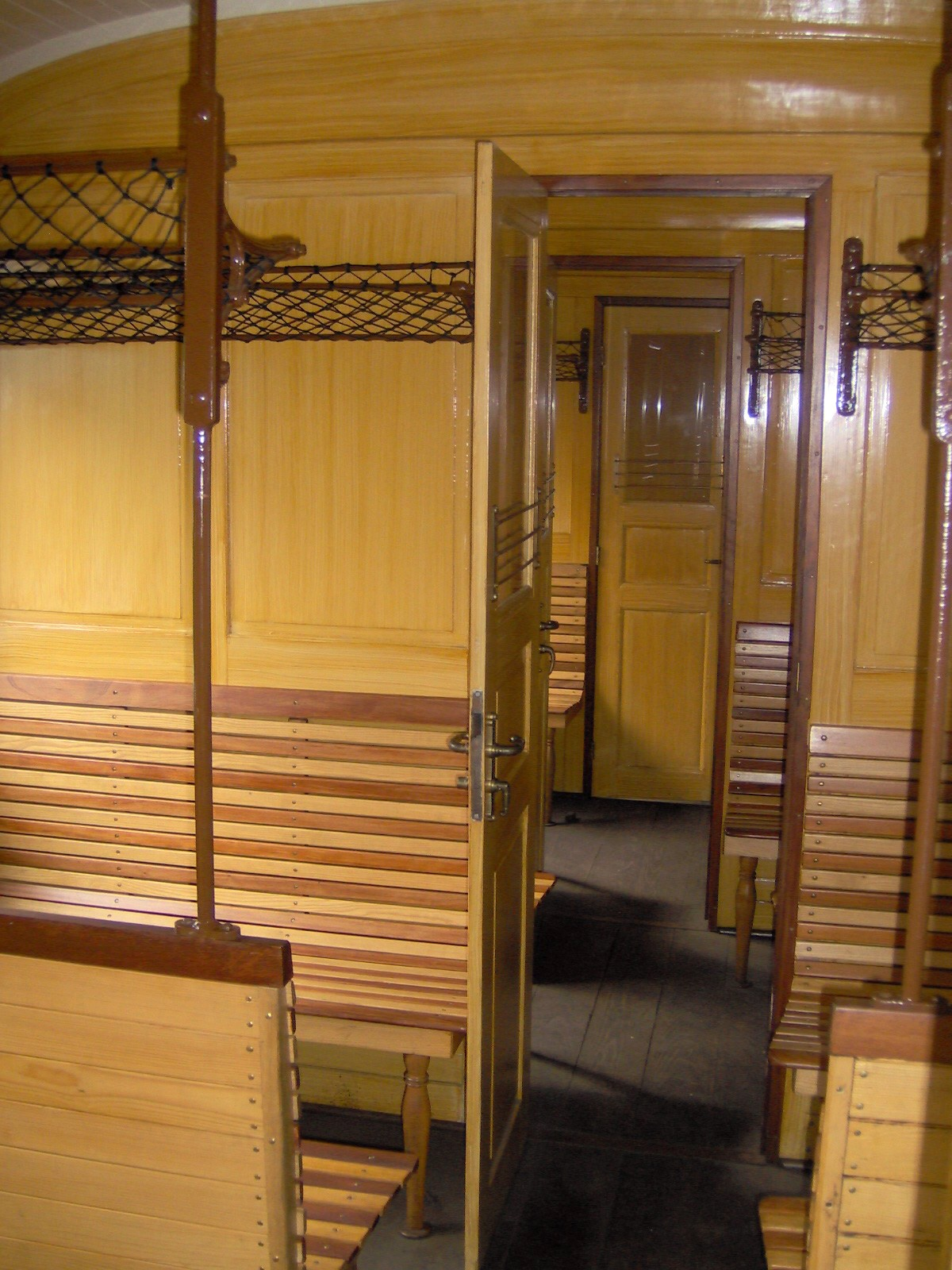
Fahrgastraum